# Сеймур (Вісконсин)
Сеймур (англ. Seymour) — місто (англ. city) в США, в окрузі Автаґемі штату Вісконсин. Населення — 3546 осіб (2020).

## Географія
Сеймур розташований за координатами 44°30′52″ пн. ш. 88°19′38″ зх. д. / 44.51444° пн. ш. 88.32722° зх. д. (44.514416, -88.327340).  За даними Бюро перепису населення США в 2010 році місто мало площу 6,92 км², з яких 6,92 км² — суходіл та 0,01 км² — водойми.

## Демографія
Згідно з переписом 2010 року, у місті мешкала 3451 особа в 1458 домогосподарствах у складі 915 родин. Густота населення становила 498 осіб/км².  Було 1565 помешкань (226/км²).
Расовий склад населення:
| - 94,3 % — білих - 2,6 % — корінних американців - 0,3 % — чорних або афроамериканців - 0,2 % — азіатів |

До двох чи більше рас належало 1,8 %. Частка іспаномовних становила 2,0 % від усіх жителів.
За віковим діапазоном населення розподілялося таким чином: 26,5 % — особи молодші 18 років, 58,8 % — особи у віці 18—64 років, 14,7 % — особи у віці 65 років та старші. Медіана віку мешканця становила 36,1 року. На 100 осіб жіночої статі у місті припадало 92,8 чоловіків;  на 100 жінок у віці від 18 років та старших — 88,3 чоловіків також старших 18 років.
Середній дохід на одне домашнє господарство  становив 59 609 доларів США (медіана — 39 214), а середній дохід на одну сім'ю — 72 720 доларів (медіана — 48 953). Медіана доходів становила 53 513 долари для чоловіків та 30 464 долари для жінок. За межею бідності перебувало 14,8 % осіб, у тому числі 18,1 % дітей у віці до 18 років та 11,3 % осіб у віці 65 років та старших.
Цивільне працевлаштоване населення становило 1703 особи. Основні галузі зайнятості: освіта, охорона здоров'я та соціальна допомога — 25,1 %, виробництво — 17,1 %, роздрібна торгівля — 11,1 %, будівництво — 8,9 %.